# Evesham (stacja kolejowa)
Evesham (ang: Bromsgrove railway station) – stacja kolejowa w miejscowości Evesham, w hrabstwie Worcestershire, w Anglii. Jest między stacjami Honeybourne i Pershore na Cotswold Line między Oksfordem i Hereford poprzez Worcester i Great Malvern. Jest obsługiwana przez First Great Western. Podróż pociągiem do London Paddington trwa około 1 godzinę 45 minut. Jest to jeden z niewielu stacji kolejowych w Wielkiej Brytanii, która wykazuje stały spadek obsługi pasażerów.

## Historia
Pierwszy duży odcinek Oxford, Worcester and Wolverhampton Railway (OWW), między Evesham i Stourbridge Junction, otwarto dla ruchu publicznego w dniu 3 maja 1852. Ceremonia otwarcia odbyła się już 1 maja. Evesham było stacją końcową na nieco ponad rok, aż do otwarcia ostatniej dużej części OWW od Evesham do Wolvercot Junction, w dniu 4 czerwca 1853 roku. OWW stała się częścią West Midland Railway w 1860 rokuJenkins & Quayle 1977, p. 63., które z kolei połączyło się z Great Western Railway w 1863 roku.
W obliczu obecnej (dawnej OWW) stacji, parking samochodowy znajduje się na miejscu dawnej stacji Midland Railway, która została zamknięta dla ruchu pasażerskiego w czerwcu 1963. 

## Linie kolejowe
- Cotswold Line